# Mělnické Vtelno
Mělnické Vtelno là một làng thuộc huyện Mělník, vùng Středočeský, Cộng hòa Séc.